# Flakbatterie Sande

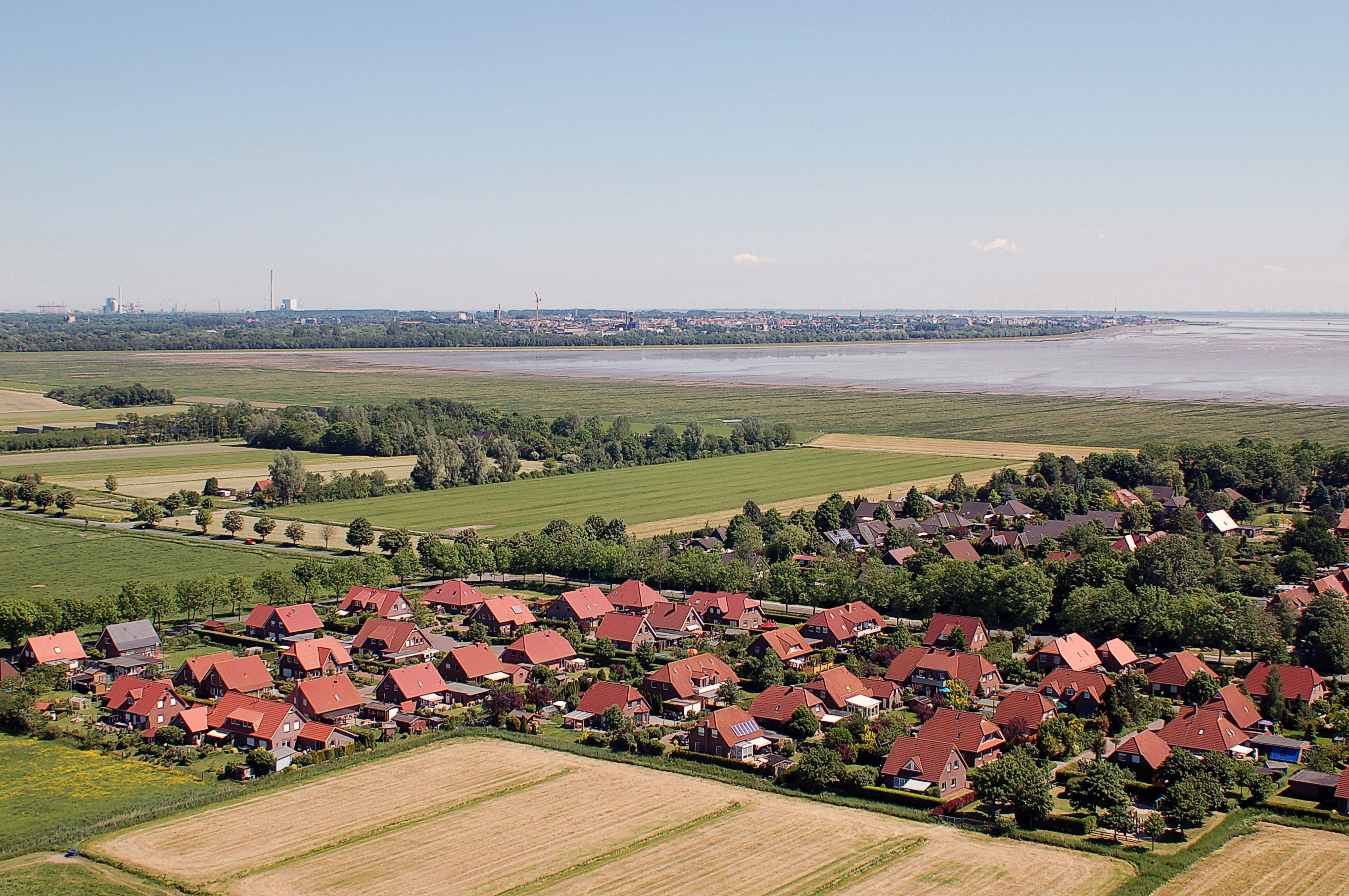
Die Flakbatterie befand sich in dem heute bewaldeten Gelände am Seedeich.

Die schwere Flakbatterie Sande war im Zweiten Weltkrieg eine verbunkerte Stellung der Marine-Flak im Westen des Jadebusens.

## Lage und Aufbau
Die Batterie befand sich hinter dem Seedeich nördlich der Straße Batteriegelände zwischen Cäciliengroden und dem Schießstand der Bundeswehr. Das Gelände ist heute in Privatbesitz und bewachsen.

## Organisatorische Eingliederung

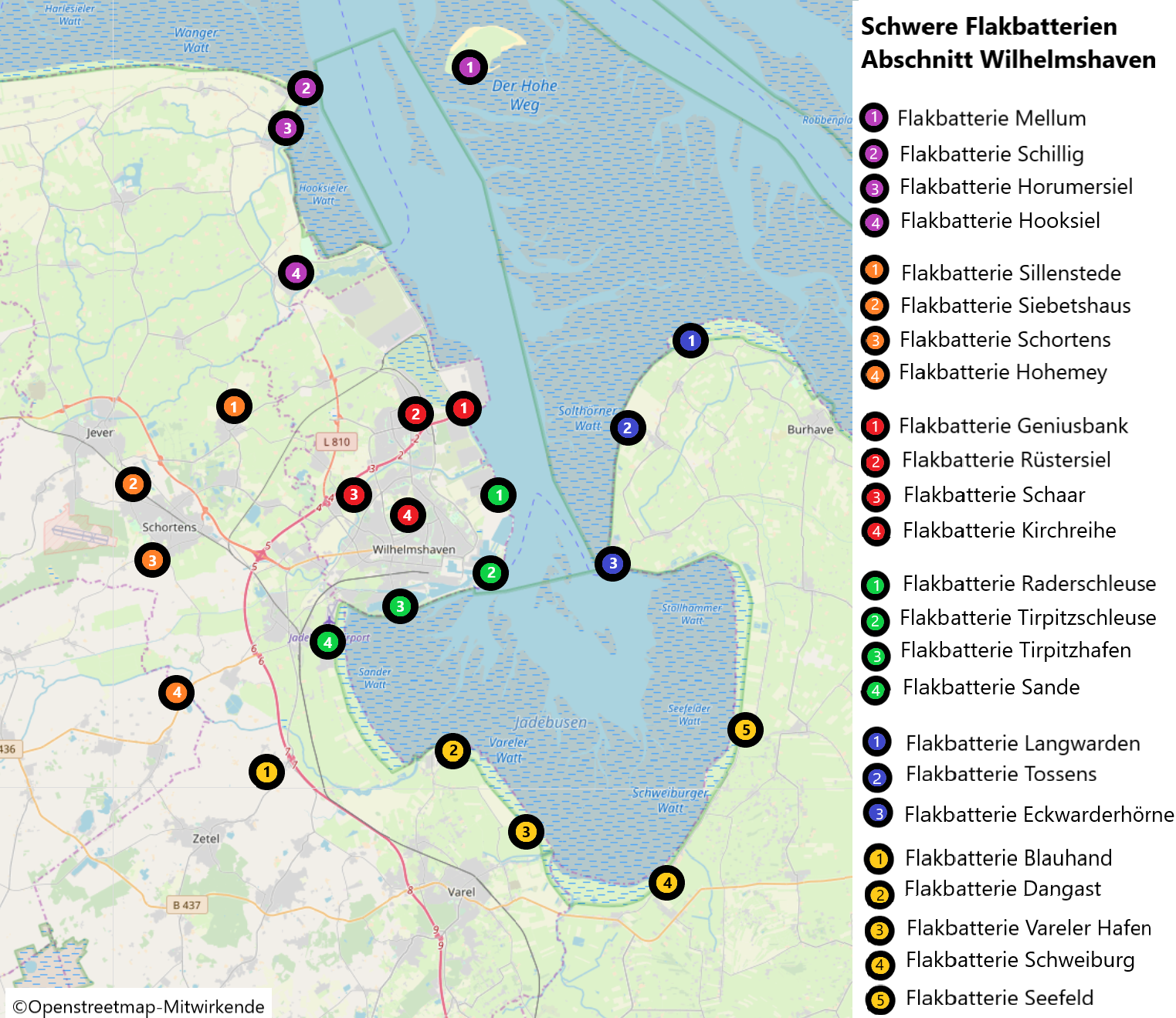
Position der Flakbatterien im Abschnitt Wilhelmshaven

Für die Küstenverteidigung war der Küstenbefehlshaber Deutsche Bucht verantwortlich. Die Batterie gehörte als Teil der II. Marineflakbrigade zum Abschnitt Wilhelmshaven. Die Flakbatterie gehörte zur Marineflakabteilung 232, deren Flakuntergruppenkommando Hafen in der Westwerft lag.

## Geschichte
Die Flakbatterie Sande war 1939 mit vier 10,5-cm-Flakgeschützen ausgerüstet. Mit ihren vier Geschützbunkern war sie die erste ihrer Bauart. Die Bunker hatten eine Seitenlänge von 9 × 9 Metern und eine Höhe von 7 Metern, so dass sie über den Seedeich schießen konnten. Der Munitionsbunker befand sich an der Zuwegung zum Batteriegelände an der heutigen Mariensieler Straße. Die Geschützhochbunker wurden zur Tarnung mit Fensterattrappen und Gitterblenden ausgerüstet. Die Bunker und Nebengebäude der Anlage waren jedoch aus der Luft klar zu erkennen. Im Spätsommer 1940 wurden die Geschütze mit Deckenschilden ausgerüstet. Die Batterie verfügte über ein Radar vom Typ Würzburg ein FuMG-Flum.

### Nachkriegszeit
Nach der Kapitulation wurden die Bunker von der Besatzungsmacht gesprengt. Heute gibt es noch Trümmer dieser Bunker.